# Filip Apelstav
Klas Filip Cheick Tidjane Apelstav (Frölunda, 18 settembre 1971) è un ex calciatore svedese, di ruolo difensore.

## Carriera

### Club
Apelstav cominciò la carriera con le maglie di Västra Frölunda e Norrköping. Nel 1999 passò ai norvegesi del Kongsvinger, per cui esordì il 18 aprile, quando sostituì Steinar Dagur Adolfsson nella sconfitta per 3-2 contro il Molde.
Passò poi ai cinesi dello Shanghai Pudong e in seguito ai connazionali dello Zhenjiang Zhongan. Nel 2001 tornò in Norvegia, per vestire la maglia del Sogndal. Debuttò in campionato il 17 giugno, nel successo per 3-2 sul Bryne.
Terminata questa esperienza, tornò in patria per militare nelle file del Norrköping. Si trasferì allora allo Sleipner, dove chiuse la carriera nel 2006.

### Nazionale
Apelstav partecipò al campionato mondiale Under-20 1991 e alla XXV Olimpiade, con le formazioni giovanili svedesi.